# DRAGON GATE
DRAGONGATE（ドラゴンゲート）は、日本のプロレス団体。正式な団体名称はDRAGONGATE JAPAN PRO-WRESTLING（ドラゴンゲート・ジャパン・プロレスリング）。

## 歴史

### 闘龍門JAPAN
1999年、ウルティモ・ドラゴンがメキシコに設立したプロレスラー養成学校「闘龍門」が、1月31日、後楽園ホールで興行を開催し、日本逆上陸を果たす。同年6月、親交のあった格闘技塾 武輝道場を吸収合併し、闘龍門の分校となる、「闘龍門JAPAN（とうりゅうもんジャパン）」を神戸市に設立し、闘龍門卒業生の受け皿とした。7月4日、博多スターレーン大会より闘龍門JAPANとしての旗揚げシリーズを行った。

### DRAGONGATE
2004年7月4日、神戸ワールド記念ホールで開催した旗揚げ5周年記念大会を機に闘龍門JAPANが闘龍門から独立することを発表。7月5日、団体名を「DRAGONGATE（ドラゴンゲート）」に改称。
2018年5月7日、DRAGONGATEの運営会社が株式会社ドラゴンゲートから株式会社ドラゴンゲートエンターテイメントに移行することを発表。株式会社ドラゴンゲートエンターテイメントの代表に木戸亨が就任。株式会社ドラゴンゲートは代表の岡村隆志が病気療養のため、退任してCIMAが代表に就任。株式会社ドラゴンゲートエンターテイメントは日本事業、株式会社ドラゴンゲートは海外事業を展開していくことを発表。また、新体制となってからは観客動員数を実数で発表していることを木戸社長が明言している。
2019年9月29日、独立以降関係が途絶えていたウルティモ・ドラゴンが最高顧問という形で闘龍門JAPAN時代以来15年ぶりに団体復帰。12月4日、2020年からロゴマークを中井義則が手掛けたデザインに変更することを発表。12月27日、琉球ドラゴンプロレスリングとの業務提携を発表。2020年2月10日、社名をDRAGONGATE株式会社に変更することを発表。

## 特徴

### プロレスラー
所属選手の大半が闘龍門やDRAGONGATEでデビューした生え抜き選手で、デビューから数年は前座で下積みを行なう既存のプロレス団体とは違い、若手の段階からキャラクターやギミックが確立されている。
体格も身長160cmから170cm台、体重70kgから80kg台と従来のジュニアヘビー級選手よりも、さらに1回り小柄な選手がほとんどであり、従来の超人的なプロレスラー像とはかけ離れた等身大のプロレスラー像を掲げている。

### マッチメイク
日本の緩急性、自己表現能力、アメリカのエンターテイメント性、メキシコのスピード感をミックスした技巧なレスリングを展開している。
6人タッグマッチがメインイベントに組まれることが多く「タッグマッチではリング下に転落するとタッチが成立する」というルチャリブレのルールを採用しているため、リングで選手が次々と入れ替わり立ち替わりする。
選手のほとんどはユニットに所属しており、アングルは主にヒールユニット対各ユニットによるユニット間同士の抗争を中心に展開されることもある。
ほぼ全興行でマイクパフォーマンスが行なわれて、ほとんどの選手がマイクパフォーマンスに長けており、喋る内容は、これまでのアングルによる展開の説明、アングルの発展、選手の弄りと多彩である。
すぐにユニットのメンバーが入れ替る様は「はないちもんめ状態」と書かれたほどであり、ヒールユニット以外の各ユニットの関係は比較的良好な時もある。

### 運営方針
日本で最も興行数の多いプロレス団体で、ほぼ毎月全国的に巡業を行っている。中規模会場での主な興行は神戸サンボーホールや後楽園ホールなどを中心に開催している。大規模会場での主な興行は5月の愛知県体育館（DEAD or ALIVE）、7月の神戸ワールド記念ホール（KOBEプロレスフェスティバル）、9月の大田区総合体育館（DANGEROUS GATE）、11月の大阪府立体育会館（THE GATE OF DESTINY）、仙台サンプラザホール（THE GATE OF ORIGIN）、12月の福岡国際センター（THE FINAL GATE）で開催している。2024年からは1月に横浜武道館（THE GATE OF BAYSIDE）での開催もしている。以前は月1回のペースで小規模ライブハウスのチキンジョージ、SITE KOBEでも興行を開催していた。

## 他団体との交流
旗揚げ当初は他団体との交流には慎重で、あくまでも提供試合、選手派遣に留めていることが、ほとんどで互いのアングルに干渉するような団体対抗戦は行っていない。追求しているものがあくまでもプロレスの「面白さ」、「格好よさ」であり、メジャー団体のような「強さ」ではないためである。2006年11月24日、開国宣言して積極的に他団体と交流することを発表。
新日本プロレス
望月成晃とB×Bハルクが新日本のブランド「LOCK UP」に参戦したことをキッカケに本格的に交流を見せた。DRAGONGATEからは望月やハルクの他、ドン・フジイや神田裕之、CIMAも新日本のリングに上がり、ハルクは「BEST OF THE SUPER Jr.」にもエントリーされた。逆に新日本からは獣神サンダー・ライガーを始めとする元C.T.Uのメンバーの邪道と外道、スポット参戦として金本浩二や永田裕志などがDRAGONGATEに参戦。2009年にYAMATOが「BEST OF THE SUPER Jr.」と「SUPER J-CUP」に出場。2011年に「G1 TAG LEAGUE」にフジイが石井智宏とタッグを結成して出場。2012年の「WORLD TAG LEAGUE」に望月が永田とのアンチエイジングタッグで出場。逆に12月2日の名古屋国際会議場大会で帰ってきたベテラン軍にサプライズで永田が参戦している。2016年の「SUPER J-CUP」にEitaが出場して1回戦で獣神サンダー・ライガーと対戦して敗れはしたが、大きなインパクトを残した。2022年12月25日の福岡大会に、鷹木信悟が参戦した。2023年7月2日の神戸大会に、鷹木と高橋ヒロムが参戦した。2024年のBEAST OF THE SUPERJrに、欠場した田口隆祐の代打として、ドラゴン・ダイヤが参戦し、そして8月に、宮根誠司プロデュース興行に、グレート-O-カーンとBUSHIが参戦し、12月17日のこのまま市川引退試合には、棚橋弘至が参戦した(2025年の神戸ワールド大会にも参戦)。2025年3月のシュン・スカイウォーカー自主興行に、石森太二、SANADA、鷹木信悟、高橋ヒロム、BUSHIが参戦した。そして6月には、エル・デスペラードが参戦した。
全日本プロレス
長らく交流のないプロレス団体であり、TARUや近藤修司など出身者、元所属選手が居るため（元所属選手で他団体で活躍の選手と交流、タッグは日本では同じテレビ画面に映ることはなかったためである）交流はないものと思われたが、2011年1月24日にJCBホールで「GAORA開局20周年記念 スーパーファイト2011〜全日本プロレス・ドラゴンゲート 夢の競演〜」の開催を発表。ZERO1で望月と元所属選手の菅原拓也が顔を合わせたとき同様、土井成樹と元所属選手の近藤がタッグマッチではあるが対決することになった。2014年に全日本が開催するJr. BATTLE OF GLORYに望月がエントリーして、その後も新井健一郎、K-ness.が参戦している。2018年には鷹木信悟が「チャンピオン・カーニバル」にエントリーし、開幕戦から三冠ヘビー級王者であった宮原健斗からフォールを奪い大きな爪跡を残した。また、望月成晃とシュン・スカイウォーカーが「Jr. TAG BATTLE OF GLORY」にエントリー。交わることの無かった近藤修司との対戦も実現している。2019年には吉田隆司が「チャンピオン・カーニバル」へ出場、同年の「Jr. TAG BATTLE OF GLORY」にエントリーしたKagetora&ヨースケ♡サンタマリア組は予選リーグをトップで決勝に進むも、決勝戦で敗退し準優勝という成績を残している。2020年1月には横須賀ススムが世界ジュニアヘビー級王座を獲得している。その後は、GLEATが交流していたので交流は途絶えたが、2025年のチャンピオン・カーニバルに菊田円がエントリーされ部分的では有るが、交流を再開し、更には、他花師が北斗軍メンバーでもある為、常に交流が行われている。8月17日の大田区総合体育館大会に、青柳優馬、青柳亮生、井上凌が参戦した。
プロレスリング・ノア
ディファカップなどでの絡みはあった。2007年にCIMA、横須賀、ドラゴン・キッド、土井、堀口元気、新井、岩佐拓などが参戦した。特にCIMAと丸藤正道、土井とKENTAの抗争も生まれた。一方のノアからもムシキング・テリーやリッキー・マルビン、さらにはKENTA、ストーカー市川の対戦相手Xとして秋山準もDRAGONGATEに参戦。その後は疎遠となっていたが、2019年には望月成晃が3月のノア後楽園ホール大会で初参戦している。望月はその後もノアの試合に継続的に参戦し、9月には「N-1 VICTORY」にも出場、2020年1月には丸藤正道とのタッグでGHCタッグ王座を獲得している。2021年6月13日の無観客大会ではEitaがPERROS DEL MAL DE JAPONに加入。そして、2021年10月にはEitaが、GHCジュニアヘビー級タッグ王座を、そして望月が2021年11月に、GHCナショナル王座獲得するなど、話題が続いている。そして2022年3月には、EitaがGHCジュニアヘビー級王座を取る等、益々話題が続いている。さらに、3月23日後楽園ホール大会で、Z-Bratsのシュン・スカイウォーカー、H・Y・O、SB KENToが、姿を現し、4月29日に行われる両国国技館大会に、参戦表明した。そして、5月5日の愛知県体育館大会で、PERROS DEL MAL JAPONが、オープン・ザ・トライアングルゲート王座に挑戦し、GOLD CLASSを破り、新王者組となった。6月7日の後楽園ホール大会で、小川、吉岡、進組のSTINGERと初防衛戦を行うも、敗れ初の他団体に王座が流出となってしまった。試合後、新王者組となったSTINGERにNOAHJr.正規軍の原田、小峠、YO-HEY組が挑戦表明し、翌日6月8日の後楽園ホール大会で、初防衛戦が行われ、NOAHJr.正規軍が、STINGERを一日天下で終わらせ、新王者組となった。試合後、PERROS DEL MAL JAPONが現れ、挑戦表明。6月23日の新宿FACE大会で初防衛戦が行われる予定だったが、王者組の一人の原田が発熱の為王座は返上され、代打としてエクストリーム・タイガーが加わり、改めて王座決定戦が行われ、PERROS DEL MAL JAPONが新王者組となった。2023年4月4日の新宿大会では、金剛がツインゲート王座を獲得したり、更には、吉岡勇紀がN-1 VICTORY2023に参戦し、翌年には、ルイス・マンテがエントリーした。そして、今年には、ドラゴン・ベイン、アルファ・ウルフが参戦している。
プロレスリングZERO1
ディファカップにエントリーされたスペル・シーサーがいち早く参戦して、その後は望月と格闘探偵団バトラーツからの友人同士でもある日高郁人の繋がりから2007年の夏から望月が本格的に参戦している。インターナショナルジュニアヘビー級王座を獲得した他に「天下一Jr.」や「火祭り」にも参加している。ちなみに元DRAGONGATE所属選手の菅原と6人タッグマッチながら望月は対戦している。DRAGONGATE所属選手と元DRAGONGATE所属選手がリングで顔を合わせるのは望月と菅原が初であった。またストーカー市川も大森隆男と対戦している。その後は望月と鷹木信悟が参戦し、大谷晋二郎も望月のプロデュース興行「武勇伝」に参戦して武勇伝に至っては橋本大地も参戦（パートナーは横山佳和）していた。2011年、横須賀享が天下一Jr.に出場。準決勝で澤宗紀に敗れ、決勝進出を逃した。2012年、NWAインターナショナルライトタッグ王座決定戦の3WAYマッチにてジミー・ススム&ジミー・カゲトラ組が第12代王者組となり、2度の防衛に成功している。
WRESTLE-1
2013年9月8日のWRESTLE-1東京ドームシティホール大会に望月が、2016年12月9日の後楽園ホール大会に鷹木が参戦。
大日本プロレス
望月のプロデュース興行「武勇伝」に関本大介やMEN'Sテイオーなどが数回参戦したが、デスマッチが主軸の大日本とルチャリブレが主軸のDRAGONGATEが交わることは無かった（大日本の社長である登坂栄児が、DRAGONGATEで頻繁に行われているコントラマッチを好まないことも影響している）。ところが2012年に新井が佐々木貴と組んで有刺鉄線デスマッチに参戦して谷嵜なおき（フリーとしての参戦契約解除の後、ダブプロレスに入団）が過去に継続で参戦していた。大日本のストロングBJが確立された2013年以降は、関本と岡林裕二がタッグで散発的ながらDRAGONGATEに年に1回から2回のペースでゲスト参戦し続けている。団体名をDRAGONGATEに改名時に袂を分けた元闘龍門X所属選手（バラモン・シュウ、バラモン・ケイ、ヘラクレス千賀、ツトム・オースギ）が大日本にレギュラー参戦している。現在、鷹木信悟が不定期ながら参戦しており、2017年には岡林裕二とのタッグで大日本最侠タッグリーグ戦に出場している。だが最近は疎遠となっている為、年に1回の合同興行でしか交流が無い。
プロレスリングFREEDOMS
業務提携している、琉球ドラゴンプロレスリングきっかけで交流がスタートし、武勇伝の再開大会には、葛西純、佐々木貴が参戦。その後、同じ地元同士である、佐々木がYAMATOの凱旋大会に参戦し、交流を深めている。
DDTプロレスリング
2007年4月18日に新宿FACEでDDTとの合同興行「DDG」を開催。2008年4月6日に後楽園ホールでDDTとの合同興行「DDG」を開催。望月の自主興行「武勇伝」などでも交流があり、戸澤アキラ対男色ディーノ戦はある意味話題に上がった。一時期、飯伏幸太の参戦もあった。その後、交流が一時途絶えた。しかし、2012年にCIMAのTwitterが縁で高木三四郎が初参戦している。2012年6月5日に東成区民センターでDDTとの合同興行「DDG」を開催。その後は諸事情により、交流が一時途絶えたがDDTにレギュラー参戦している、大鷲透の計らいより2021年10月10日の長野大会に神田裕之が、12月18日の名古屋大会には、横須賀ススムが参戦した。最近では、大鷲透が一時DGに参戦していた。
ガンバレ☆プロレス
同じ、日本プロレスリング連盟同盟団体と言う事もあり、武勇伝で、大家健、勝村周一朗が参戦してから、交流がスタートし、大家が超えたい壁として、望月に対戦表明し、結果は望月が勝つも、その後大家が望月とタッグ結成を要請し、その後も部分的ではあるが交流をしている。
みちのくプロレス
闘龍門JAPANの旗揚げ戦の前にメキシコから逆上陸して初参戦したプロレス団体が、みちのくプロレスである。DRAGONGATEに名称を変更した後も2017年10月には、CIMAとドン・フジイのデビュー20周年記念大会にザ・グレート・サスケや新崎人生がゲスト参戦し、花を添えた。2018年9月には、椎葉おうじ、箕浦康太が神戸大会に参戦している。2024年には、ストロング・マシーンJがふく面ワールドリーグ戦にエントリーされている。
大阪プロレス
同じ関西に地盤を持つ大阪プロレスとは闘龍門JAPAN時代から犬猿の仲と言われており、初めて接点を持ったのは2004年の大阪プロレス主催「SUPER J-CUP」だったがギリギリまで参戦を渋っていた。元所属選手のマグニチュード岸和田とGammaが参戦していることから繋がりを持つ可能性は低いと思われていたがスペル・デルフィンが大阪プロレスから離れたことにより状況は一変。VKFプロレスでシーサーズが大阪プロレスの選手と対戦。2008年11月にはストーカー市川がデルフィン・アリーナに乗り込み、闘龍門出身の松山勘十郎とタイトルマッチを行った。その後、望月やフジイも参戦して秀吉の正体とされる人物が過去に闘龍門JAPANに参戦していたことを明かした。また、CIMAはレフェリーのテッド・タナベの追悼興行に単発で参戦した。2010年にCIMAが週刊プロレスのコラム上で大阪プロレスを批判する内容を記載したことからDRAGONGATE大阪大会にタイガースマスクとブラックバファローが乱入し抗争が勃発して2010年4月18日にスペル・シーサーがタイガースマスクに敗北してオープン・ザ・ブレイブゲート王座が流出。6月18日に両団体のエースであるCIMAとビリーケン・キッドのシングルマッチを含む全面対抗戦の開催が決定。6月にはスタジオマッチにタイガースマスク、ブラックバファロー、The Bodyguardの新生LOVが乱入して、その後は両プロレス団体の王座が、それぞれの場所に戻り、抗争は終了している。2012年9月にウィンドウズMGの助っ人として政宗が参戦し、ドラゴン・キッドの持つオープン・ザ・ブレイブゲート王座に挑戦した。その後、2014年4月29日の興行より、大阪プロレスが新体制に移行したため、プロレス団体同士としては表立った交流は行わないものの、岸和田やGammaら元所属選手を中心に所属選手の派遣交流が行われている。
2AW（旧：KAIENTAI DOJO）
K-DOJOの旗揚げ戦と闘龍門2000プロジェクトの旗揚げ戦がほぼ同時期で、両団体とも小柄な選手が多く、2005年の半ばから交流を持ち、主に旭志織と大石真翔が定期的に参戦していた。旭と大石以外もPSYCHO、アップルみゆき、SUPER-X、火野裕士、TAKAみちのくが数回参戦していた。DRAGONGATEから参戦した選手は望月、フロリダ・ブラザーズ、鷹木信悟である。特に鷹木と火野の抗争もあったが、大きな対抗戦には発展していない。その後は望月のプロデュース興行「武勇伝」やインディーサミットで顔を合わせる程度になり、しだいに疎遠になってしまった。しかし、2008年にTAKAが久しぶりに参戦し、円華もK-DOJOを離れる前にWORLD-1の助っ人やKING OF GATEに出場している。時折TAKAが本体の興行に参戦する場合もあった。2016年、K-DOJO大阪大会にK-ness.が参戦している。2017年10月にTAKAがCIMAとドン・フジイのデビュー20周年記念大会に参戦している。
九州プロレス
2020年7月の大会で、横須賀&堀口が九州プロレスタッグ王座を獲得し、2021年10月の「グローカル・タッグトーナメント」では、斎藤&神田が参戦した。
沖縄プロレス
大阪プロレス同様に、ほぼ交流はないと思われているが、元DRAGONGATE所属選手のカツオが覆面レスラー「ウルトラマンゴー」として約1年ほどリングに上がっていたり、HUBが帰ってきたベテラン軍に関西大会限定参戦ながら加入。
琉球ドラゴンプロレスリング
琉球ドラゴンの協力で2014年から開催されている沖縄大会で提供試合が行われている。2019年12月27日、業務提携を発表。2021年の九州シリーズにグルクンマスクと首里ジョーが参戦した。2022年に吉田隆司が「我栄トーナメント」に出場して優勝している。
ダイヤモンド・リング
健介オフィスの旗揚げ戦の前に佐々木健介、中嶋勝彦、北斗晶が頻繁に参戦して佐々木はフロリダ・ブラザーズのサポートメンバーにケンスキー佐々木として参戦。中嶋はFinal M2Kの助っ人として北斗は佐々木のセコンドやストーカー市川とのコメディマッチが定番だった。2009年には望月成晃とのタッグで「Summer Adventure Tag League」に中嶋が参戦して準優勝を果たした。健介オフィスを設立してからは特に関わっていなかったが、武勇伝で再び急接近して交流が再開している。ちなみに、現在は引退しているが、元DRAGONGATE所属選手の三島来夢は退団後に健介オフィスに所属。健介オフィス自主興行の際には単発ではあるが、K-ness.、横須賀享、新井などが参戦していた。
ROH
CIMAが最初にROHに参戦して大成功を収めたことから交流を持ち始め、ROHには鷹木、斎藤了、キッド、堀口、土井、吉野正人など数多く参戦。逆にROHからもマット・サイダル、ジャック・エバンスがDRAGONGATEにレギュラー参戦しており、その他にオースチン・エイリース、ロデリック・ストロング、デリリアス、ジミー・レイブなどが続々参戦して、さらにDRAGONGATEとノアの全面協力のもとROH日本興行を成功させた。その後、金銭トラブルによって関係が悪化したため、業務提携を破棄している。
MLW
2020年2月3日、パートナーシップ契約を発表。
PWG
2006年に「バトル・オブ・ロサンゼルス」と「ダイナミック・ダムヴィレート・タッグ・チーム・タイトル・トーナメント」に多くの選手が出場してバトル・オブ・ロサンゼルスではCIMAは準優勝、2007年のバトル・オブ・ロサンゼルスでCIMAが優勝している。

## ブランド
DRAGONGATE NEX
若手選手による興行。
武勇伝
望月成晃のプロデュース興行。
PRIME ZONE
DRAGONGATE STUDIOで月額1000円から見られるスタジオマッチ。
dragongate presented by LEC
Amazonとのコラボレーション企画としてAmazon Prime Videoで配信している。
THE GATE OF MIYANE
　フリーアナウンサーで、DRAGON GATEファンの宮根誠司が、実施する特別興行の一つであり、2024年に第1回が神戸サンボーホールで行われ、新日本プロレスから、同じ宮根と同ユニットUNITED EMPIREである、グレート-O-カーン、ロス・インゴベルナブレス・デ・ハポンのBUSHI(現在はフリー)、そして、みちのくプロレスから、のはしたろうが参戦し、更に鷹木信悟がサプライズゲストとして登場した。そして毎回宮根とシュン・スカイウォーカーに因縁が勃発するのが、この特別興行の裏テーマである。第2回が後楽園ホールで行われる事が決定している。

## タイトルホルダー
| タイトル                               | 保持者                                 | 歴代   | 次期挑戦者 |
| -------------------------------------- | -------------------------------------- | ------ | ---------- |
| オープン・ザ・ドリームゲート王座       | 菊田円                                 | 第42代 |            |
| オープン・ザ・ブレイブゲート王座       | 田中良弥                               | 第55代 |            |
| オープン・ザ・ツインゲート王座         | ドラゴン・ダイヤ 吉岡勇紀              | 第69代 |            |
| オープン・ザ・トライアングルゲート王座 | ルイス・マンテ フラミータ ベンディート | 第94代 |            |
| オープン・ザ・お笑いゲート王座         | くいしんぼう仮面                       | 第35代 |            |

| タイトル       | 覇者                          | 年代   |
| -------------- | ----------------------------- | ------ |
| Rey de Parejas | シュン・スカイウォーカー 帆希 | 2025年 |
| KING OF GATE   | ドラゴン・ダイヤ              | 2024年 |

## 所属選手・主要参戦選手

### NATURAL VIBES
- ストロングマシーン・J
- Kzy
- BIGBOSS清水（無期限出場停止中）
- U-T
- フラミータ （フリー）

### 新ユニット
- 菊田円
- 箕浦康太
- KAI
- ISHIN
- ジェイソン・リー
- 加藤良輝
- ギアニー・ヴァレッタ（プロレスリング・マルタ）

### LOVE & PEACE
- 豹
- Ben-K
- JACKY KAMEI
- Riiita
- 望月ジュニア

### D'Courage
- 吉岡勇紀
- ドラゴン・ダイヤ
- 田中良弥

### PARADOX
- YAMATO
- B×Bハルク
- 横須賀ススム
- ドラゴン・キッド
- Kagetora
- 土井成樹（専属フリー契約）

### カンフーマスターズ2
- ホーホー・ルン
- ホー・リー
- リーチ富永

### 望月道場
- 望月成晃
- 布田龍
- 柳内大貴
- 佐原明浩

### 結託中
- シュン・スカイウォーカー
- 帆希

### 無所属
- ウルティモ・ドラゴン
- ドン・フジイ
- 堀口元気
- 神田裕之
- 他花師
- ルイス・マンテ（フリー）
- ベンディート（フリー）
- パンチ富永
- 問題龍
- しゃちほこBOY
- ヨースケ♡サンタマリア
- 新井健一郎
- ラ・エストレージャ
- 木村和真
- 斎藤了

## スタッフ
レフェリー
- 八木隆行
- Mr.中川（限定参戦）
- 柏井SUN

リングアナウンサー
- 菊池直人
- 小野翔希

代表取締役社長
- 木戸亨

最高顧問
- ウルティモ・ドラゴン

ゼネラルマネージャー兼大会本部長
- 斎藤了

音響兼演出
- 中澤矢束

興行部
- 森隆行
- 伊藤圭秀
- 加藤周太郎

## 歴代タイトル
闘龍門JAPAN
- ULTIMO DRAGON GYM王座
- 英連邦ジュニアヘビー級王座

DRAGONGATE
- オープン・ザ・お笑いゲートタッグ王座
- オープン・ザ・ハスキーゲート王座

## 歴代リーグ戦、トーナメント戦
闘龍門JAPAN
- EL NUMERO UNO
- REY DE PAREJAS

DRAGONGATE
- KING OF チョップ!!

## 歴代所属・主要参戦選手
闘龍門JAPAN
- SAITO
- チョコフレークK-ICHI（旧：チョコボールKOBE、現：河野圭一）
- 川畑憲昭

DRAGONGATE
- SUWA（旧：ジュードー・スワ）
- TARU
- 近藤修司（旧：コンドッティ修司、ドッティ修司）
- 菅原拓也（旧：ヘンリー・III世・菅原）
- 大鷲透
- 高木省吾（旧：ベルリネッタ・ボクサー）
- ミラノコレクションA.T.
- 谷嵜なおき（旧：Mr.キューキュー豊中ドルフィン、Mr.キューキュー"谷嵜なおき"豊中ドルフィン）
- 三島来夢（旧：ダニエル三島）
- マグナムTOKYO（旧：トーキョー・マグナム、現：黒木克昌）
- ルパン松谷（現：松谷圭）
- カツオ（旧：大野勇樹）
- RYOMA（旧：藤田洋平、現：YO-HEY）
- 近野剣心（旧：近野健一）
- 宍戸幸之
- アンソニー・W・森（現：森隆行）
- 岩佐拓（旧：岩佐卓典、マイケル岩佐）
- マット・サイダル
- PAC
- リコシェ
- ウーハー・ネイション（現：アポロ・クルーズ）
- 戸澤陽（旧：戸澤、トザワ、戸澤アキラ）
- Kotoka（旧：椎葉琴香、琴香、CIBA、"ミスター・ハイテンション"琴香）
- 鷹木信悟
- 高嶋喝己
- 岡村隆志（代表取締役社長兼任）
- CIMA（旧：シーマ・ノブナガ）
- T-Hawk（旧：苫小牧卓也、トマホークT.T、Mr.ピーピー苫小牧ペンギン）
- エル・リンダマン（旧：林悠河）
- 山村武寛
- "brother"YASSHI（旧：STEVIE"brother"TSUJIMOTO、"brother"YASSINI）
- 椎葉おうじ
- 吉野正人（旧：YOSSINO）
- 藤川翔
- K-ness.（旧：ダークネス・ドラゴン、ジミー・クネスJ.K.S.）
- Gamma
- スペル・シーサー（旧：SAITO）
- 佐藤翔也
- 飯橋理貴
- 石田凱士
- 土井成樹（旧：セカンド土井）
- Eita（旧：小林瑛太）
- SB KENTo（旧：小舩賢登、現：SBK）
- 藤原拓磨（現：TAKUMA）
- 永野海斗
- T.N.Revolución（現：西川拓馬）
- このまま市川（旧：市川寛二、ストーカー市川、ストーカー市川Z、ICHIKAWA、"ハリウッド"ストーカー市川）

## 歴代スタッフ
- 大宅龍則（レフェリー）
- 玉岡金太（レフェリー）

## 歴代ユニット変還図
| 1999年     | 正規軍         | CRAZY-MAX              |                |                          |                        |                |                     |
| 2000年     | 正規軍         | CRAZY-MAX              | M2K            |                          |                        |                |                     |
| 2001年     | 正規軍         | CRAZY-MAX              | M2K            |                          |                        |                |                     |
| 2002年前期 | 正規軍         | CRAZY-MAX              | M2K            | イタリアン・コネクション |                        |                |                     |
| 2002年後期 | 正規軍         | CRAZY-MAX              | Do FIXER       | イタリアン・コネクション |                        |                |                     |
| 2003年前期 | 新M2K          | CRAZY-MAX              | Do FIXER       | イタリアン・コネクション |                        |                |                     |
| 2003年後期 | 新M2K          | CRAZY-MAX              | Do FIXER       | イタリアン・コネクション | 悪冠一色               |                |                     |
| 2004年前期 |                | CRAZY-MAX              | Do FIXER       | イタリアン・コネクション | 悪冠一色               |                |                     |
| 2004年後期 | Final M2K      | CRAZY-MAX              | Do FIXER       | イタリアン・コネクション | 悪冠一色               |                |                     |
| 2005年前期 | Final M2K      | Blood Generation       | Do FIXER       | Pos.HEARTS               |                        |                |                     |
| 2005年後期 | Final M2K      | Blood Generation       | Do FIXER       | Pos.HEARTS               |                        |                |                     |
| 2006年前期 | Final M2K      | Blood Generation       | Do FIXER       | Pos.HEARTS               | マッスル・アウトローズ | 戸澤塾         |                     |
| 2006年後期 | Final M2K      | Blood Generation       | Do FIXER       | Pos.HEARTS               | マッスル・アウトローズ | 戸澤塾         |                     |
| 2007年前期 | Typhoon        | NEW HAZARD             |                |                          | マッスル・アウトローズ | 戸澤塾         |                     |
| 2007年後期 | Typhoon        | NEW HAZARD             |                |                          | マッスル・アウトローズ | 戸澤塾         |                     |
| 2008年前期 | Typhoon        | REAL HAZARD            | WORLD-1        |                          |                        | 戸澤塾         |                     |
| 2008年後期 | Typhoon        | REAL HAZARD            | WORLD-1        |                          |                        | 戸澤塾         |                     |
| 2009年前期 | WARRIORS       | REAL HAZARD            | WORLD-1        | KAMIKAZE                 |                        |                |                     |
| 2009年後期 | WARRIORS       | REAL HAZARD            | WORLD-1        | KAMIKAZE                 |                        |                |                     |
| 2010年前期 | WARRIORS       | ディープ・ドランカーズ | WORLD-1        | KAMIKAZE                 |                        |                |                     |
| 2010年後期 | WARRIORS       | ディープ・ドランカーズ | WORLD-1        | KAMIKAZE                 |                        |                |                     |
| 2011年前期 | Blood WARRIORS | Blood WARRIORS         | JUNCTION THREE | JUNCTION THREE           |                        |                |                     |
| 2011年後期 | Blood WARRIORS | Blood WARRIORS         | JUNCTION THREE | JUNCTION THREE           |                        |                |                     |
| 2012年前期 | ジミーズ       | 帰ってきたベテラン軍   | MAD BLANKEY    | WORLD-1 INTERNATIONAL    | 暁〜akatsuki〜         | ウィンドウズMG |                     |
| 2012年後期 | ジミーズ       | 帰ってきたベテラン軍   | MAD BLANKEY    | WORLD-1 INTERNATIONAL    | 暁〜akatsuki〜         | ウィンドウズMG |                     |
| 2013年前期 | ジミーズ       | 帰ってきたベテラン軍   | MAD BLANKEY    | WORLD-1 INTERNATIONAL    | 暁〜akatsuki〜         | ウィンドウズMG |                     |
| 2013年後期 | ジミーズ       | オレたちベテラン軍     | MAD BLANKEY    | ミレニアルズ             | MONSTER EXPRESS        |                |                     |
| 2014年前期 | ジミーズ       | オレたちベテラン軍     | MAD BLANKEY    | ミレニアルズ             | MONSTER EXPRESS        |                |                     |
| 2014年後期 | ジミーズ       | オレたちベテラン軍     | MAD BLANKEY    | ミレニアルズ             | MONSTER EXPRESS        | Dia.HEARTS     |                     |
| 2015年前期 | ジミーズ       |                        | MAD BLANKEY    | ミレニアルズ             | MONSTER EXPRESS        | Dia.HEARTS     |                     |
| 2015年後期 | ジミーズ       | OVER GENERATION        | VerserK        | ミレニアルズ             | MONSTER EXPRESS        | Dia.HEARTS     |                     |
| 2016年前期 | ジミーズ       | OVER GENERATION        | VerserK        | TRIBE VANGUARD           | MONSTER EXPRESS        | Dia.HEARTS     |                     |
| 2016年後期 | ジミーズ       | OVER GENERATION        | VerserK        | TRIBE VANGUARD           | MONSTER EXPRESS        |                |                     |
| 2017年前期 | ジミーズ       | OVER GENERATION        | VerserK        | TRIBE VANGUARD           | MaxiMuM                |                |                     |
| 2017年後期 | ジミーズ       | OVER GENERATION        | VerserK        | TRIBE VANGUARD           | MaxiMuM                |                |                     |
| 2018年前期 | NATURAL VIBES  | OVER GENERATION        | ANTIAS         | TRIBE VANGUARD           | MaxiMuM                |                |                     |
| 2018年後期 | NATURAL VIBES  |                        | R・E・D        | TRIBE VANGUARD           | MaxiMuM                |                |                     |
| 2019年前期 | NATURAL VIBES  |                        | R・E・D        | TRIBE VANGUARD           | MaxiMuM                |                |                     |
| 2019年後期 | NATURAL VIBES  |                        | R・E・D        | TRIBE VANGUARD           | MaxiMuM                |                |                     |
| 2020年前期 | 闘龍門世代     | DRAGONGATE世代         | R・E・D        |                          |                        |                |                     |
| 2020年後期 | 闘龍門世代     | DRAGONGATE世代         | R・E・D        | チーム・ボク             | MASQUERADE             |                |                     |
| 2021年前期 | NATURAL VIBES  | HIGH-END               | R・E・D        | チーム・ボク             | MASQUERADE             |                |                     |
| 2021年後期 | NATURAL VIBES  | HIGH-END               | R・E・D        |                          | MASQUERADE             |                |                     |
| 2022年前期 | NATURAL VIBES  | HIGH-END               | Z-Brats        | GOLD CLASS               | D'Courage              | M3K            | カンフーマスターズ  |
| 2022年後期 | NATURAL VIBES  | HIGH-END               | Z-Brats        | GOLD CLASS               | D'Courage              | M3K            | カンフーマスターズ  |
| 2023年前期 | NATURAL VIBES  |                        | Z-Brats        | GOLD CLASS               | D'Courage              | M3K            | カンフーマスターズ  |
| 2023年後期 | NATURAL VIBES  |                        | Z-Brats        | GOLD CLASS               | D'Courage              | M3K            | カンフーマスターズ  |
| 2024年前期 | NATURAL VIBES  | PARADOX                | Z-Brats        | GOLD CLASS               | D'Courage              | BIG HUG        | カンフーマスターズ2 |
| 2024年後期 | NATURAL VIBES  | PARADOX                | Z-Brats        | GOLD CLASS               | D'Courage              | BIG HUG        | カンフーマスターズ2 |
| 2025年前期 | NATURAL VIBES  | PARADOX                | Z-Brats        | LOVE＆PEACE              | D'Courage              |                | カンフーマスターズ2 |

## 特殊な試合形式
オープン・ザ・ドリームゲート王座次期挑戦者決定キーハンティング3WAY（4WAY）マッチ
挑戦者が3人以上名乗り出た場合の挑戦者決定戦。リングのコーナーにある12個のコーナーマットの裏に隠されているカギを見つけるかフォール、ギブアップで勝ち残った者が勝者。ルールは試合開始5分までは通常の3WAYマッチまたは4WAYマッチ。5分経過後にコーナーマットを外すことが出来るようになる。コーナーマットは3WAYマッチの時は1人4個まで4WAYマッチの時は1人3個まで外すことができ4個または3個外した時点でカギが見つからなかった選手は失格になる。退場者が出て最後の2人になった時点では、その制限がなくなる。DRAGONGATEのコーナーマットは他のプロレス団体と違ってマジックテープで固定されているので簡単に外すことができる。試合が進むにつれてどんどんとコーナーの金具がむき出しになっていくのでコーナーの危険度が上がっていくようになっている。
なにわ式イリミネーションマッチ
吉野正人がユニット同士の決着戦用に考案。その後、サイバー・コングが名称を「吉田式イリミネーションマッチ」に変えて、さらに鷹木信悟が名称を「鷹木式イリミネーションマッチ」に変えた。バトルロイヤルとイリミネーションマッチを合わせたものでルールは試合開始前に先攻と後攻を決めておく。最初はシングルマッチで始まり残りの選手は90秒毎にテーマ曲と共に入場する。フォール、ギブアップ、オーバー・ザ・トップロープでも退場になって最終的に相手ユニットの選手を全て倒した陣営の勝利。先攻と後攻の順番で入場していくので先攻のユニットが早く全員揃うことから先攻有利と言われている。「なにわ式イリミネーションマッチ」は先攻後攻の決定はジャンケン、くじで行われている。「吉田式イリミネーションマッチ」はコングのイメージに合わせ腕相撲での先攻後攻決定となっているが、この腕相撲でサイバーが鷹木に敗北。コングのチームメイトである谷崎なおきのリマッチ要求に対して鷹木が「鷹木式イリミネーションマッチ」に名称を変更をする条件を付けたことにより以降は「鷹木式イリミネーションマッチ」と呼ばれることになった。先攻後攻決定の方式に変更は無い。現在は「なにわ式イリミネーションマッチ」に戻っている。
大江戸式カウントダウンイリミネーションマッチ
ルールが「なにわ式イリミネーションマッチ」と若干異なり、くじ引き、先攻、後攻がないフェアなルール。最初はシングルマッチで始まり90秒毎にリング外に用意されたケージから両チームの選手を、それぞれ任意で1人投入出来る。フォールまたはギブアップで退場する。オーバー・ザ・トップロープは認められない。
名古屋式イリミネーションマッチ
ドラゴン・キッドが考案。最初はシングルマッチで始まり残りの選手は数字が書かれた紙が入っている封筒を、くじ引きして90秒毎に若い数字を引いた選手から入場していく。全員揃うまではフォールまたはギブアップで退場する。全員揃うとオーバー・ザ・トップロープが退場条件に加わる。くじの結果によっては序盤にかなり戦力差がついてしまうルールであり初めて、この形式での試合が行われた際、キッドは3対1という劣勢に立たされてしまった。
金網サバイバルマッチ
ユニット同士の決着戦、ユニット内部と選手間の遺恨決着などに使用されるルール。コントラマッチとなることが多い。金網デスマッチと同じくバトルロイヤルで行われるが試合開始から一定時間経過後に金網上部に設置された旗を手にすることが可能となる。旗は基本的に参加選手の人数から1本引いた本数が立てられる。参加選手は、この旗を手にすることでエスケープ（脱出）していき最終的にリングに残った（旗を取れなかった）選手が敗者となるルール。
ロイヤルサンボー
毎月、神戸サンボーホールで行われるバトルロイヤル。60秒毎に出場選手が2人ずつ入場してフォール、ギブアップ、オーバー・ザ・トップロープで脱落となるルール。第12回はオープン・ザ・ブレイブゲート王座次期挑戦者決定バトルロイヤルが行われた。

## テーマ曲

### オープニング
- DRAGON STORM（作詞：マグナムTOKYO、作曲：中澤矢束）（2003年 - 2007年）

闘龍門JAPAN時代から使用されていた。団体名がDRAGONGATEに変更してからはボーカル入りバージョンが制作された。
- DRAGON STORM 2007（作詞、作曲：中澤矢束、歌：JAM Project）（2007年6月 - 2018年12月）

DRAGONGATE RECORDSの設立を機に、それまでのテーマ曲「DRAGON STORM」の歌詞と編曲をリニューアル。
- DRAGON STORM 2019（作詞、歌唱：森重樹一、作曲：中澤矢束、歌：森重樹一、ZIGGY）（2019年1月 - ）

旗揚げ20周年を機に歌詞をリニューアル。

### エンディング
- カーテンコール（作詞：中澤矢束、作曲：ハヤブサ、歌：ハヤブサ）（2008年3月 - ）

### 休憩明け
- NEW GENERATION!〜KOBE to the WORLD〜（作詞：中澤矢束、作曲：影山ヒロノブ、歌：JAM Project）（2008年7月 - 2014年7月）
- OPEN THE DREAM GATE（作詞：中澤矢束、作曲、歌唱：ダイアモンド✡ユカイ、歌：ダイアモンド✡ユカイ）（2014年7月 - ）

### 挿入歌
- 俺たちのドラゴンゲート（作詞、歌唱：ダイアモンド✡ユカイ、作曲：中澤矢束）（2020年9月 - ）

### 応援歌
- 願い星〜SSS〜スモールスターズソング（作詞：326、作曲：中澤矢束、歌：ドラゴンゲートオールスターズ）（2010年7月 - ）

## 試合中継
放送中の番組
- DRAGON GATE 無限大〜infinity〜（GAORA）
- 最先端バトル ドラゴンゲート!!（毎日放送）
- プロレス新伝説 DRAGON GATE（テレビ西日本）
- 無限大プロレス ドラゴンゲート（東海テレビ）

終了した番組
- DRAGON GATE〜龍の扉〜（テレビ西日本）

YouTube
- ドラゴンゲート バトルライブラリー（GAORA公式YouTubeチャンネル）